# Paulina Escardo
Paulina Escardo de Colombo Berra foi uma política argentina. Ela foi eleita para a Câmara dos Deputados em 1951, como uma do primeiro grupo de mulheres parlamentares da Argentina.

## Biografia
Nas eleições legislativas de 1951 ela foi candidata do Partido Peronista em Chubut e foi uma das 26 mulheres eleitas para a Câmara dos Deputados. Ela permaneceu no cargo até 1955, quando o seu mandato foi interrompido pela Revolución Libertadora.